# Molí de Baix de Sant Antolí
El Molí de Baix és un antic molí fariner molt reformat i adaptat com habitatge al nucli de Sant Antolí i Vilanova (Segarra) inclòs a l'Inventari del Patrimoni Arquitectònic de Catalunya. Està situat a l'esquerra del riu Ondara i que actualment encara conserva alguns elements de la primitiva construcció, com un tram de paret de la bassa i una pedra de la mola del molí, ambdós situats darrere de la casa que s'ha adaptat com a jardí particular.
El molí fariner segarrenc necessitava una gran bassa per poder emmagatzemar el màxim d'aigua per al seu funcionament. Una de les parts més importants era el cacau, que bastia a un extrem de la bassa i tenia com a funció regular la pressió de l'aigua en la seva caiguda. Del cacau, l'aigua passava d'un canal a un rodet generalment de fusta i disposat horitzontalment. El moviment giratori del rodet es transmetia a l'eix de fusta, eix que tenia el seu extrem superior l'hèlix de ferro que anava encaixada a la mola superior. Aquesta pedra girava sobre una mola inferior fixada. La pressió de les dues moles convertia el gra en farina.